# Savoureuse
De Savoureuse is een 40 kilometer lange rivier in Frankrijk die uitmondt in de Allaine. De naam is waarschijnlijk afgeleid van het Franse savour (zagen). Er waren vroeger veel zagerijen langs de rivier, die de waterkracht gebruikten voor de zaagmachines. In de bovenloop kent de rivier een vrij sterk verval van wel 200 meter per kilometer, met verscheidene watervallen. De rivier heeft een sterk wisselende waterstand. In de winter, als er veel smeltwater uit de Vogezen komt, is er een hoge waterstand. Ook ligt de bovenloop van de rivier in een gebied dat met gemiddeld genomen 240 cm per jaar de meeste neerslag van heel Frankrijk kent. In het dal van de Savoureuse, tussen Belfort en Montbéliard, werd vroeger zand en grind gewonnen. De putten zijn nu gevuld met water en worden deels gebruikt om te zwemmen en voor recreatie.
- Virtual International Authority File: 306273001